# Sabiowate
Sabiowate (Sabiaceae) – rodzina roślin okrytonasiennych zaliczana do srebrnikowców (Proteales). Obejmuje trzy rodzaje ze 140 gatunkami. Jej przedstawiciele to zimozielone (z wyjątkiem dwóch gatunków) drzewa, krzewy i pnącza występujące w Azji południowo-wschodniej (od Himalajów po Wyspy Salomona) oraz w tropikalnej strefie obu Ameryk.

## Morfologia
PokrójZimozielone (tylko dwa gatunki z rodzaju Meliosma zrzucają liście) drzewa, krzewy i pnącza. Sabia japonica wykształca na pędach krótkie ciernie.
LiścieSkrętoległe, pojedyncze lub nieparzysto pierzasto złożone (czasem zredukowane do listka szczytowego i pozornie pojedyncze). Blaszki liści skórzaste i całobrzegie, czasem piłkowane, często z czerwonymi gruczołkami, charakterystycznie użyłkowane – wiązki przewodzące przy brzegu blaszki liściowej biegną łukiem i łączą się wzajemnie.
KwiatyPromieniste w rodzaju Sabia, grzbieciste u dwóch pozostałych. Drobne, zebrane w wiechy, rzadziej w grona lub pojedyncze, wyrastające w kątach liści lub na szczytach pędów. Mają okwiat zróżnicowany na kielich (trzy lub pięć działek wolnych lub zrośniętych u nasady) i koronę (trzy do pięciu wolnych płatków). Listki okwiatu i pręciki naprzeciwległe. Z 5 pręcików wszystkie płodne lub tylko dwa płodne, pozostałe wykształcone jako prątniczki. Zalążnia górna dwu- lub trójkomorowa.
OwoceSpłaszczone i wyraźnie skrzywione pestkowce, u Sabia czasem rozłupnia z dwoma pestkowcami.

## Systematyka i pochodzenie
Rośliny zaliczane współcześnie do sabiowatych zostały po raz pierwszy sklasyfikowane przez Stefana Endlichera w 1840. Wyodrębnił on rodzaj Meliosma w randze monotypowej rodziny Meliosmaceae. W 1849 Jules Planchon włączył do tej rodziny rodzaje Sabia i Ophiocaryon. W tym samym czasie Carl Blume zaliczył rodzaj Sabia do rodziny Sabiaceae, do której zaliczone zostały rodzaje Meliosma i Ophiocaryon w 1862. Mimo że nazwa Meliosmaceae miała pierwszeństwo, w kolejnych klasyfikacjach utrzymywała się diagnoza Sabiaceae i w końcu ona została zaakceptowana, podczas gdy odrzucono koncepcję Endlichera. Jedynie w systemach wyróżniających liczne rodziny (np. system Takhtajana z 1997 i Reveala z 2008) opisywane są odrębnie rodzina Meliosmaceae z Meliosma i Sabiaceae z pozostałymi dwoma rodzajami.
Bardzo różnie sytuowano sabiowate w systemie roślin okrytonasiennych. W XIX wieku zaliczane były zwykle do mydleńcowców (Sapindales). W 1855 William Hooker i Thomas Thomson umieścili tę rodzinę wśród pierwotnych dwuliściennych w obrębie jaskrowców (Ranunculales). Tam też zaliczana była w systemie Cronquista (1981). Armen Tachtadżian w swoim systemie jeszcze z 2009 umieszczał rodzinę w monotypowym rzędzie Sabiales w podklasie różowych Rosidae (aczkolwiek przyznając, że to rozwiązanie prowizoryczne). Kolejne analizy, zwłaszcza z użyciem metod molekularnych, upewniły taksonomów o trafności włączania Sabiaceae do najstarszych linii rozwojowych dwuliściennych właściwych (eudicots). W kolejnych systemach APG rodzina miała niejasną pozycję (incertae sedis) i była umieszczana obok rzędów srebrnikowców, trochodendronowców i bukszpanowców. W 2007 roku badania molekularne wykluczyły w zasadzie bezpośrednie związki filogenetyczne Sabiaceae z trochodendronowcami i bukszpanowcami. Ostatecznie rodzina sabiowatych została włączona do srebrnikowców (Proteales) w systemie APG IV z 2016.
W obrębie rodziny rodzaj Sabia jest siostrzany względem Meliosma i Ophioocaryon.
Na podstawie zegara molekularnego rodzina wyewoluowała ok. 120 milionów lat temu. Skamieniałości rodzajów Sabia i Meliosma znane są z mezozoiku z Europy Środkowej. Wymarłe rodzaje tu klasyfikowane datowane na mezozoik znajdowane są także w Japonii, a już na kenozoik z Europy i Ameryki Północnej.
Pozycja systematyczna rodziny według APweb (aktualizowany system APG IV z 2016)
Rodzina wskazywana jest jako klad bazalny w obrębie srebrnikowców: 
|  | \| \| srebrnikowate Proteaceae \| \| \| \| \| \| platanowate Platanaceae \| \| \| \| |
|  |                                                                                      |
|  | srebrnikowate Proteaceae                                                             |
|  |                                                                                      |
|  | platanowate Platanaceae                                                              |
|  |                                                                                      |

|  | srebrnikowate Proteaceae |
|  |                          |
|  | platanowate Platanaceae  |
|  |                          |

|  | \| \| srebrnikowate Proteaceae \| \| \| \| \| \| platanowate Platanaceae \| \| \| \| |
|  |                                                                                      |
|  | srebrnikowate Proteaceae                                                             |
|  |                                                                                      |
|  | platanowate Platanaceae                                                              |
|  |                                                                                      |

|  | srebrnikowate Proteaceae |
|  |                          |
|  | platanowate Platanaceae  |
|  |                          |

|  | \| \| srebrnikowate Proteaceae \| \| \| \| \| \| platanowate Platanaceae \| \| \| \| |
|  |                                                                                      |
|  | srebrnikowate Proteaceae                                                             |
|  |                                                                                      |
|  | platanowate Platanaceae                                                              |
|  |                                                                                      |

|  | srebrnikowate Proteaceae |
|  |                          |
|  | platanowate Platanaceae  |
|  |                          |

|  | \| \| srebrnikowate Proteaceae \| \| \| \| \| \| platanowate Platanaceae \| \| \| \| |
|  |                                                                                      |
|  | srebrnikowate Proteaceae                                                             |
|  |                                                                                      |
|  | platanowate Platanaceae                                                              |
|  |                                                                                      |

|  | srebrnikowate Proteaceae |
|  |                          |
|  | platanowate Platanaceae  |
|  |                          |

Wykaz rodzajów
- Sabia Colebr. – sabia
- Meliosma Blume
- Ophioocaryon Endl.